# Metropolitana FM Litoral SP
Metropolitana FM Litoral SP é uma emissora de rádio brasileira sediada em Santos, cidade do estado de São Paulo, e outorga em Peruíbe. Opera no dial FM, na frequência 102,1 MHz, e é afiliada à Metropolitana FM. Pertence ao grupo Mussicom Brasil, que controla as rádios RTL FM A Rádio Rock e Hot 98 FM Unimes.

## História
A 102,1 MHz, frequência de propriedade do grupo Mussicom Brasil, tem em seu histórico passagens por diversas redes de rádio de estilos variados. Do gênero popular, já recebeu a Band FM e a Nativa FM (em sua primeira fase como rede de rádios). A última vez que operou com uma rede foi entre 2017 e 2018, quando atuou como Rádio Globo Santos (afiliada à Rádio Globo e primeira na fase "Nova Rádio Globo"). Em junho de 2018, o projeto foi encerrado e foi substituído pelo retorno da Litoral FM.
Em julho de 2019, o grupo Mussicom Brasil anuncia troca nas frequências da Litoral FM e Rádio Cidade (projeto popular do grupo relançado no fim de 2018), sendo que esta última deixaria a frequência 91,7 MHz e passaria para a 102,1 MHz com a Litoral reassumindo sua antiga frequência. Dias depois do anúncio, foi confirmado que após a troca de frequências das emissoras, a Rádio Cidade seria substituída pela Massa FM em setembro, com lançamento simultâneo com a emissora da capital paulista. A troca de frequências ocorreu oficialmente em 1.º de agosto e durante todo este mês a Cidade permaneceu no ar provisoriamente até a chegada da nova rede. A programação de expectativa da Massa FM foi iniciada no dia 3 de setembro, e sua data de estreia passou para o dia 12 de setembro por viabilidade logística do lançamento na capital. A inauguração oficial ocorreu em conjunto com a rede, ao meio-dia.
No dia 18 de setembro foi anunciado que a 102.1 de Santos iria troca de afiliação, se juntando a nova Rede Metropolitana FM Brasil encabeçada pela Metropolitana FM de São Paulo.
No dia 15 de outubro é oficialmente inaugurada a Metropolitana FM Litoral.